# دیو اسمیت (بازیکن فوتبال، زاده ۱۹۴۷)
دیو اسمیت (انگلیسی: Dave Smith؛ زادهٔ ۸ دسامبر ۱۹۴۷) بازیکن فوتبال اهل بریتانیا است.
از باشگاه‌هایی که در آن بازی کرده‌است می‌توان به باشگاه فوتبال میدلزبرو، باشگاه فوتبال روترهام یونایتد و باشگاه فوتبال لینکولن سیتی اشاره کرد.